# タル・ベーラ
タル・ベーラ（Tarr Béla [ˈtɒr.ˌbe̝ːlɒ], 1955年7月21日 - ）は、ハンガリーの映画監督、脚本家、プロデューサー。

## 略歴
- 1955年、ハンガリーのバラニャ県の県庁所在地のペーチ市で生まれる。
- 1981年、ブダペストの国立演劇映画芸術専門学校（5年制・大学相当）の映画監督学科を卒業（修士相当）。
- 1983年、ブダペストの国立エトヴェシュ・ロラーンド大学（ブダペスト大学）のハンガリー語ハンガリー文学科と社会教育学科（2専攻）（5年制）を卒業（修士相当）、ハンガリー語の高校教員免許と社会教育主事の資格を取得。
- 1994年、『サタンタンゴ』がベルリン国際映画祭フォーラム部門でカリガリ賞受賞。
- 2000年、『ヴェルクマイスター・ハーモニー』がカンヌ国際映画祭の監督週間で上映される。
- 2011年、監督としての最後の作品と表明している『ニーチェの馬』で第61回ベルリン国際映画祭銀熊賞 (審査員グランプリ)、国際批評家連盟賞(コンペティション部門)を受賞。
- 2024年、第37回東京国際映画祭で特別功労賞を受賞[2]。

## 主な監督作品
- ファミリー・ネスト Családi tűzfészek (1977)
- アウトサイダー Szabadgyalog (1981)
- ダムネーション/天罰 Kárhozat (1988)
- サタンタンゴ  Sátántangó (1994)
- ヴェルクマイスター・ハーモニー Werckmeister harmóniák (2000)
- 倫敦から来た男 A londoni férfi (2007)
- ニーチェの馬 A torinói ló (2011)